# Delfín Sporting Club
Il Delfín Sporting Club, o semplicemente Delfín, è una società calcistica ecuadoriana di Manta, fondata nel 1989. Milita in Serie A, la massima divisione del campionato ecuadoriano di calcio.
Fondato come Club Deportivo 9 de Octubre il 1º marzo 1989, fu poi ceduto a un gruppo di acquirenti che detenevano un sodalizio denominato Club Social Delfín e divenne Delfín Sporting Club. Già nel 1989 ottenne la promozione in Serie A, la massima divisione calcistica ecuadoriana. Nel 2019 ha vinto per la prima volta il titolo nazionale.
Disputa le partite casalinghe allo stadio Jocay, impianto da 17 834 posti.

## Storia
La storia del club ha inizio il 1º marzo 1989 con la fondazione del Club Deportivo 9 de Octubre, costituito su iniziativa di Pedro Azua, che poi cedette la squadra a un gruppo di acquirenti che detenevano un sodalizio denominato Club Social Delfín, tra cui Efrén Delgado, Otto Schwarz e Benincaza, che costituirono il 9 de Octubre-Delfín, poi divenuto Delfín Sporting Club
Nel 1989 il Cetáceo, com'è soprannominato il club, vinse il campionato di Serie B, ottenendo immediatamente la promozione in Serie A, dove, con un organico formato da giovani, riuscì a rimanere sino al 1995, quando conobbe la prima retrocessione. Durante i primi anni di militanza in massima serie, la squadra si guadagnò l'appellativo di El ídolo de Manta (l'idolo di Manta), nomignolo acquisito dal Manta Sport Club, la compagine cittadina che in precedenza aveva giocato in massima serie.
Nel 1998 la squadra tornò in massima divisione, ma nel 1999 vi fu un'altra retrocessione, cui seguì una terza promozione nel 2000 e una salvezza nel 2001. Tornato in Serie B, il Delfín vi rimase sino al 2007, quando scese in Segunda Categoría, la terza serie ecuadoriana. Tornato in serie cadetta, nel 2015 guadagnò la promozione in Serie A, dove l'anno dopo l'attaccante argentino della squadra, Maximiliano Barreiro, si laureò capocannoniere con 26 reti.
Nel 2017 il Delfín ottenne il secondo posto in campionato, dopo aver vinto la prima fase (subendo una sola sconfitta, alla prima giornata, in 23 partite) e aver perso la doppia finale contro la compagine vincitrice della seconda fase, l'Emelec. Si qualificò così alla Coppa Libertadores, dove nel 2018 chiuse il girone all'ultimo posto (2 vittorie, un pareggio e 3 sconfitte). Qualificatosi nuovamente alla Coppa Libertadores grazie al quarto posto nel campionato 2018, il Cetáceo uscì al secondo turno preliminare dell'edizione 2019 del massimo torneo continentale. 
Nel 2019 il club vinse per la prima volta il titolo nazionale. Dopo aver chiuso al quarto posto la stagione regolare, nella fase a eliminazione diretta per l'assegnazione del titolo la squadra di Manta eliminò Independiente del Valle e Macará (primo in classifica nella stagione regolare) e poi vinse ai tiri di rigore la doppia finale contro la LDU Quito (entrambe le partite di finale si erano chiuse senza reti). L'anno dopo chiuse al quarto posto il campionato.

## Palmarès

### Competizioni nazionali
- Campionato ecuadoriano: 1

2019
- Serie B: 3

1989, 2000, 2015
- Segunda Categoría: 2

1988, 2013

### Altri piazzamenti
- Campionato ecuadoriano:

Secondo posto: 2017
- Copa Ecuador:

Finalista: 2019
- Serie B:

Secondo posto: 1997